# Bulharsko na Zimních olympijských hrách 1980
Bulharsko na Zimních olympijských hrách v roce 1980 reprezentovala výprava 8 mužů v 3 sportech.

## Medailisté
| Medaile | Jméno        | Sport         | Soutěž            |
| ------- | ------------ | ------------- | ----------------- |
| Bronz   | Ivan Lebanov | Běh na lyžích | Muži běh na 30 km |